# A6 (автомагистраль, Хорватия)
Эта статья об автомагистрали в Хорватии. Об автомагистрали в Германии с тем же номером см. здесь
A6 (хорв. Autocesta A6) — шоссе в Хорватии. Длина шоссе составляет 80,2 км. Шоссе проходит от развязки Босильево с автомагистралью A1, ведёт через Горски-Котар к третьему по величине городу страны Риеке и заканчивается близ этого города на развязке Ореховица с шоссе A7.
Шоссе A6 на территории Хорватии — часть европейского маршрута E65. Автобан был полностью завершён в 2008 году. Оператор автобана — частная компания «Autocesta Rijeka-Zagreb» (Автодорога Риека-Загреб), которая также управляет участком автомагистрали A1 от развязки Босильево до Загреба. Таким образом, весь транспортный маршрут от Риеки до Загреба, состоящий из A6 и части A1, управляется как единое целое. Остальной частью автобана A1 управляет государственная корпорация «Hrvatske autoceste»

## Описание

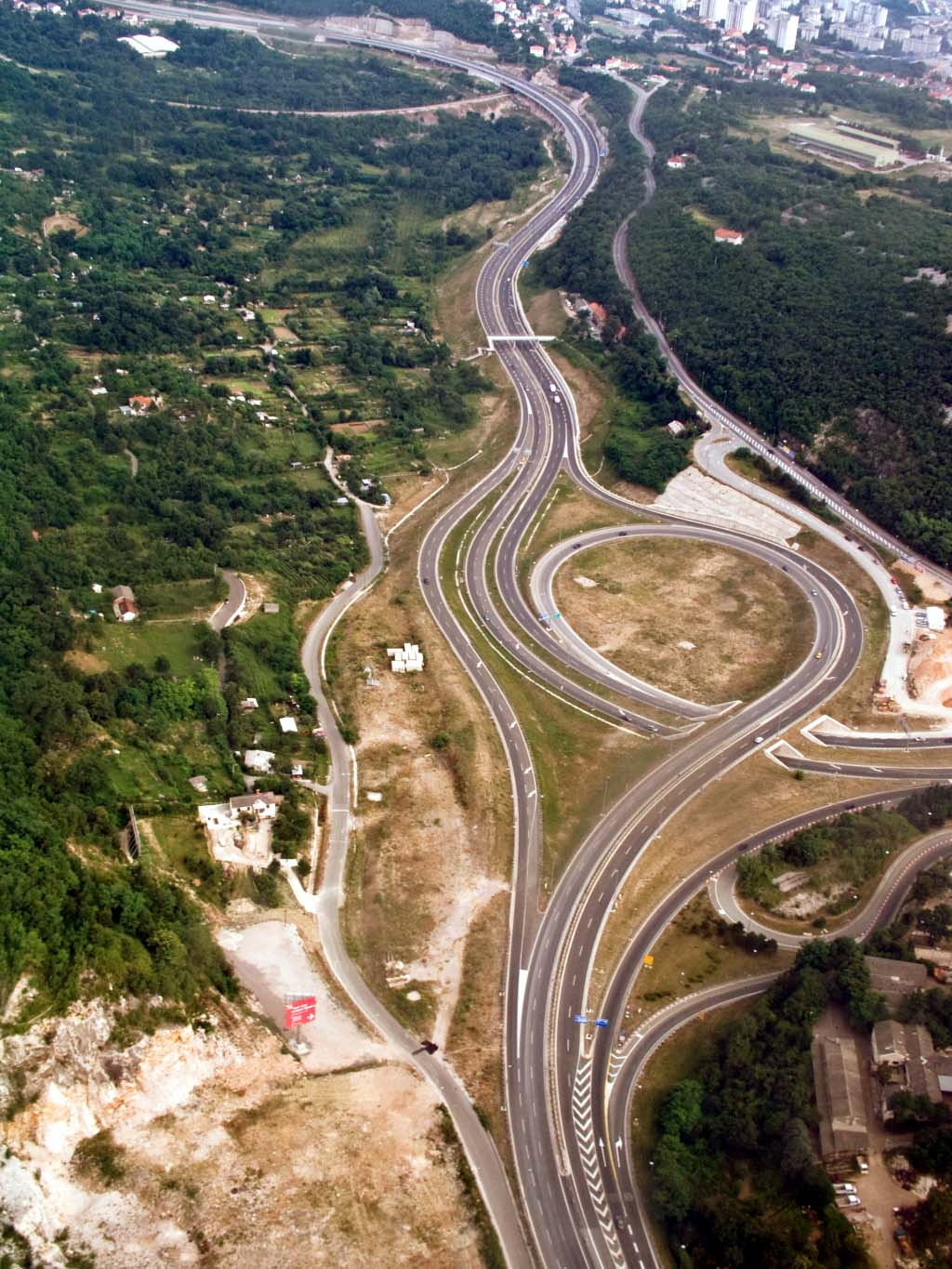
Развязка Ореховица возле Риеки, западная оконечность магистрали

Шоссе A6 имеет большое значение в транспортной системе страны, связывая столицу и крупнейший город Хорватии Загреб с третьим по величине городом страны Риекой и городами полуострова Истрии и Северной Далмации. Шоссе имеет большое значение для многочисленных туристов центральной Европы, следующих летом по нему к курортам Истрии, Северной Далмации и островов Крк, Црес и Лошинь. Автомагистраль предоставляет возможность наиболее удобного подъезда к национальному парку Рисняк, пользующемуся популярностью у любителей природы. Автодорога также важна для грузового трафика, по ней вывозится значительный процент грузов из порта Риеки (крупнейшего грузового порта страны). Это значение ещё сильнее вырастет после запланированного расширения порта Риеки к 2012 году.
A6 — платная автомагистраль на всём протяжении кроме 10-километрового бесплатного участка с западной стороны шоссе возле Риеки. С восточной стороны пункт оплаты отсутствует, так как система оплаты интегрирована с шоссе A1.
Шоссе на всём протяжении состоит из двух полос в каждом направлении, однако на некоторых участках, где крутизна трассы составляет более 4 %, создана дополнительная третья полоса, причём грузовой транспорт на данных участках обязан следовать только по дополнительной полосе. Всего на дороге 9 развязок и три зоны отдыха. Длина шоссе 80,2 км. Кроме Риеки шоссе проходит рядом с другими хорватскими городами — Врбовско, Делнице и Бакаром. С него также есть ответвление на Кральевицу и Цриквеницу. Почти всё шоссе за исключением первых 4 км находится на территории жупании Приморье-Горски Котар.

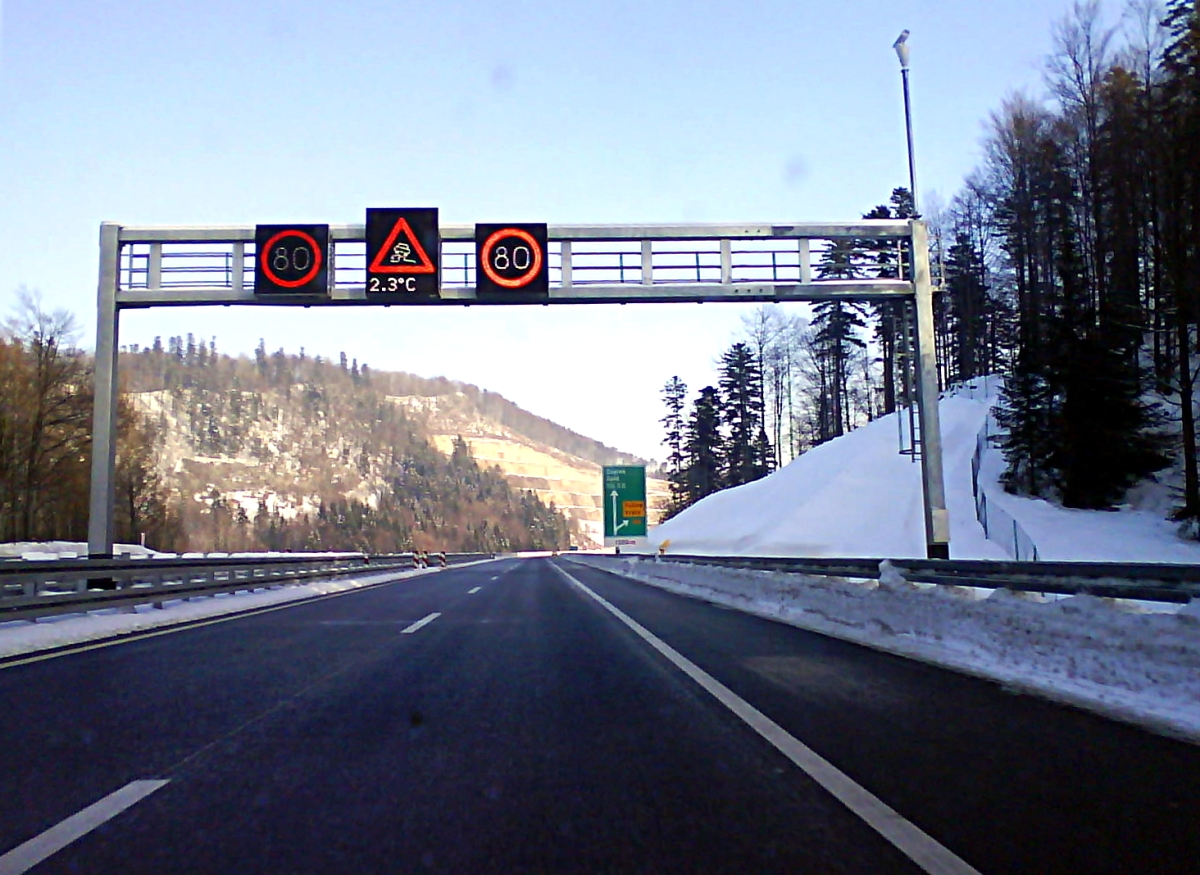
A6 возле съезда Врата

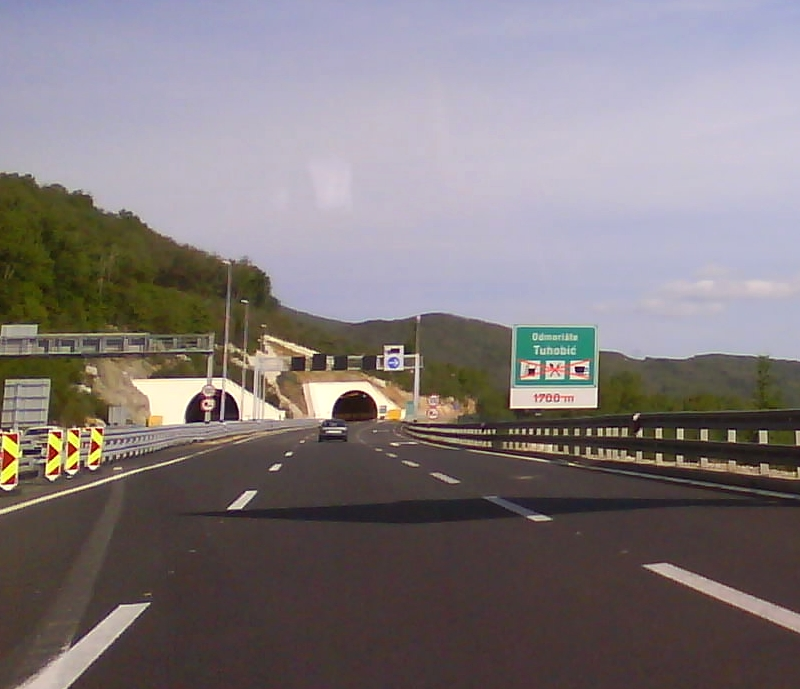
Въезд в тоннель Тухобич, длиннейший тоннель магистрали

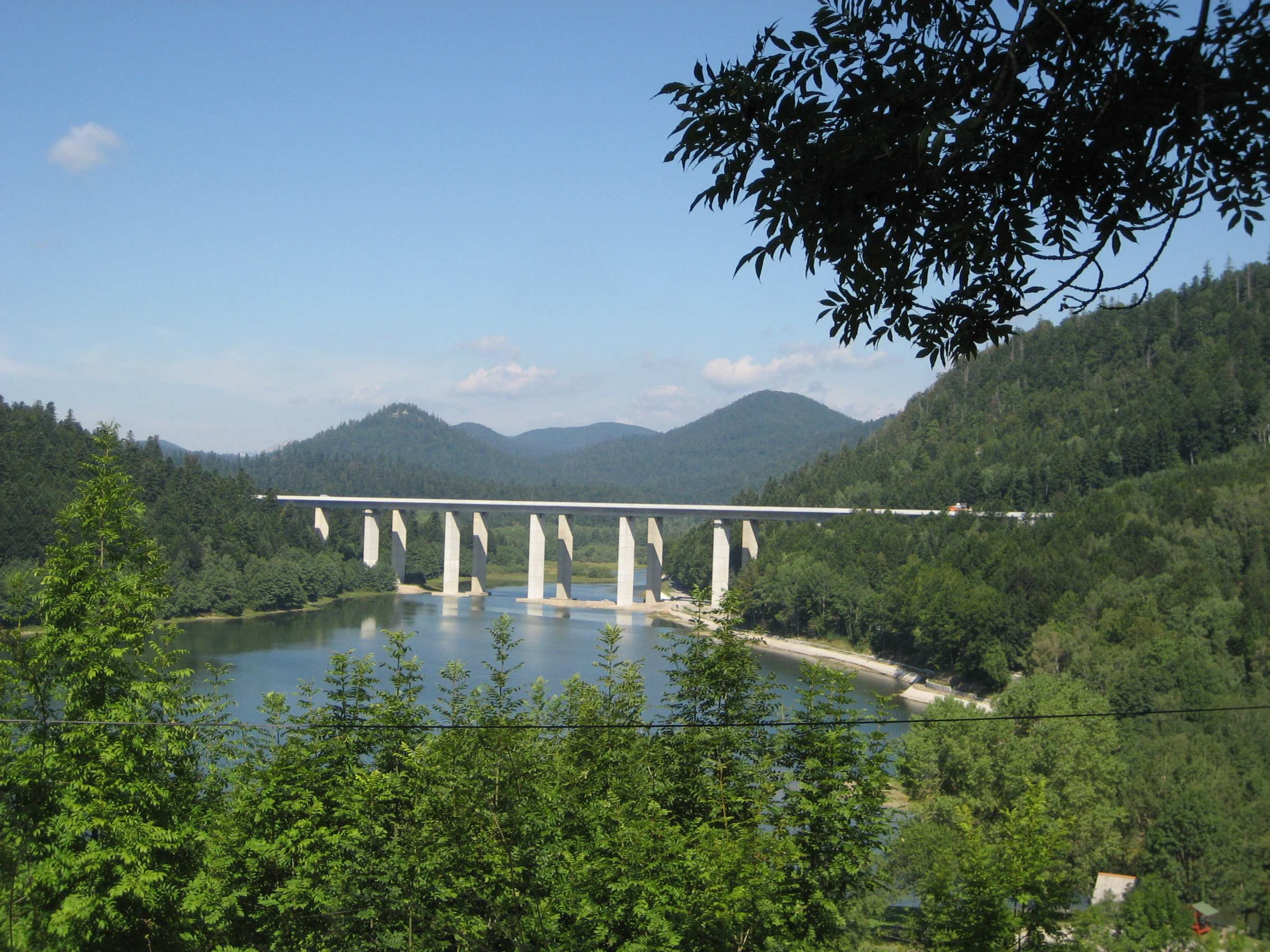
Байерский мост

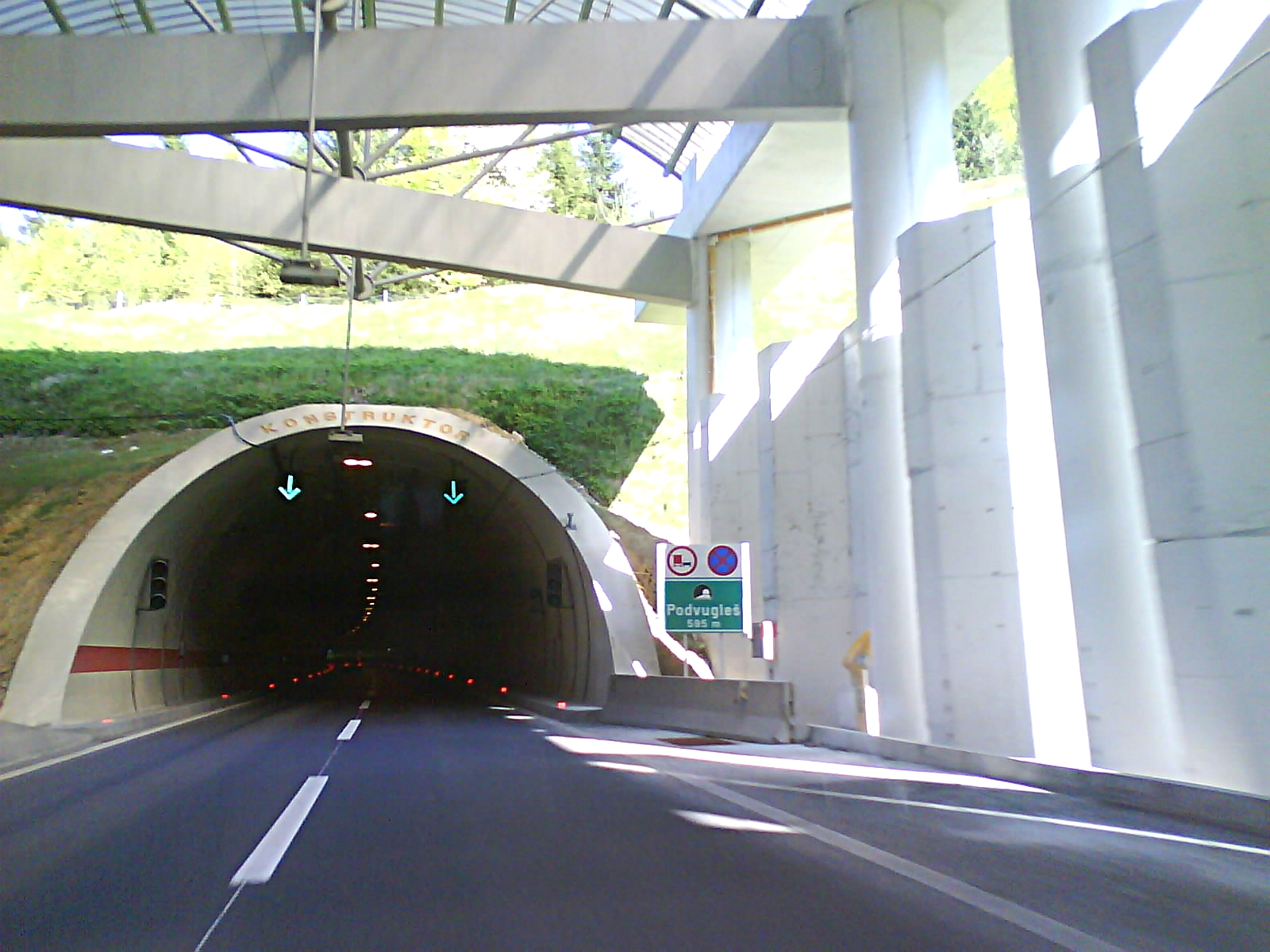
60-метровый участок между тоннелями Яворова-Коса и Подвуглеш, перекрытый прозрачной крышей

Магистраль условно поделена на 8 участков:
- Босильево — Врбовско (12,8 км)
- Врбовско — Равна-Гора (17,5 км)
- Равна-Гора — Делнице (10,2 км)
- Делнице — Врата (9,0 км)
- Врата — Оштровица (12,5 км)
- Оштровица — Киковица (8,2 км)
- Киковица — Чавле (6,3 км, бесплатный)
- Чавле — Ореховица (3,6 км, бесплатный)

Шоссе A6 — одна из немногих магистралей Хорватии, которая в 2008 году уже считалась полностью законченной. Дальнейшее развитие предусматривает только строительство нескольких дополнительных зон отдыха, а также усовершенствование систем наблюдения.

## Инженерные конструкции
Почти на всём протяжении A6 идёт через исторический район Горски-Котар, по весьма сложной для строительства дорог горной местности с большим количеством хребтов и узких ущелий. Это вызвало необходимость строительства большого числа инженерных объектов: мостов, виадуков и тоннелей. Прокладка и эксплуатация последних осложнена карстовыми явлениями, широко распространёнными в здешних горах и необходимостью отвода карстовых вод. Дополнительные ограничения на строительство и эксплуатацию накладывали экологические требования, связанные с нахождением рядом с дорогой природоохранных зон, включая национальный парк Рисняк.
Всего на A6 построено 24 виадука, 13 тоннелей, 5 мостов, 45 проходов для диких животных и 26 надземных пешеходных переходов. Суммарная длина инженерных конструкций — 17,5 км или 21 % всей длины шоссе, исключительно высокая цифра.
Самый длинный тоннель магистрали — тоннель Тухобич (2 143 метра) на участке Оштровица — Врата. На участке Врбовско — Равна-Гора находится второй по протяжённости тоннель — Яворова-Коса (1 490 метров). Этот тоннель необычен тем, что его отделяет от другого тоннеля (Подвуглеш, 610 метров) участок длиной всего 60 метров. Для снижения рисков, связанных с резкими изменениями условий вождения (дождь, снег, порывы ветра), этот 60-метровый участок закрыт стенами и прозрачной крышей. Третий по длине тоннель магистрали — Велики-Гложац (1 130 метров, участок Босильево — Врбовско).
Самые длинные мосты и виадуки магистрали — Зечеве-Драге (924 метра), Северинске-Драге (725 метров), Голубиньяк (569 метров), Хрельин (537 метров), Байерский мост (485 метров). Последний интересен ещё и тем, что проходит не над рекой или ущельем, а над Байерским озером.
Список крупнейших инженерных сооружений:
| Название         | Хорватское название | Тип     | Длина (м) | Км трассы |
| Северинске-Драге | Severinske Drage    | Виадук  | 725       | 4,4       |
| Велики-Гложац    | Veliki Gložac       | Тоннель | 1130      | 9,0       |
| Зечеве-Драге     | Zečeve Drage        | Виадук  | 924       | 11,9      |
| Яворова-Коса     | Javorova Kosa       | Тоннель | 1490      | 27,7      |
| Голубиньяк       | Golubinjak          | Виадук  | 569       | 45,2      |
| Байерский мост   | Bajer               | Мост    | 485       | 51,9      |
| Тухобич          | Tuhobić             | Тоннель | 2143      | 57,6      |
| Хрельин          | Hreljin             | Виадук  | 537       | 59,8      |

## История

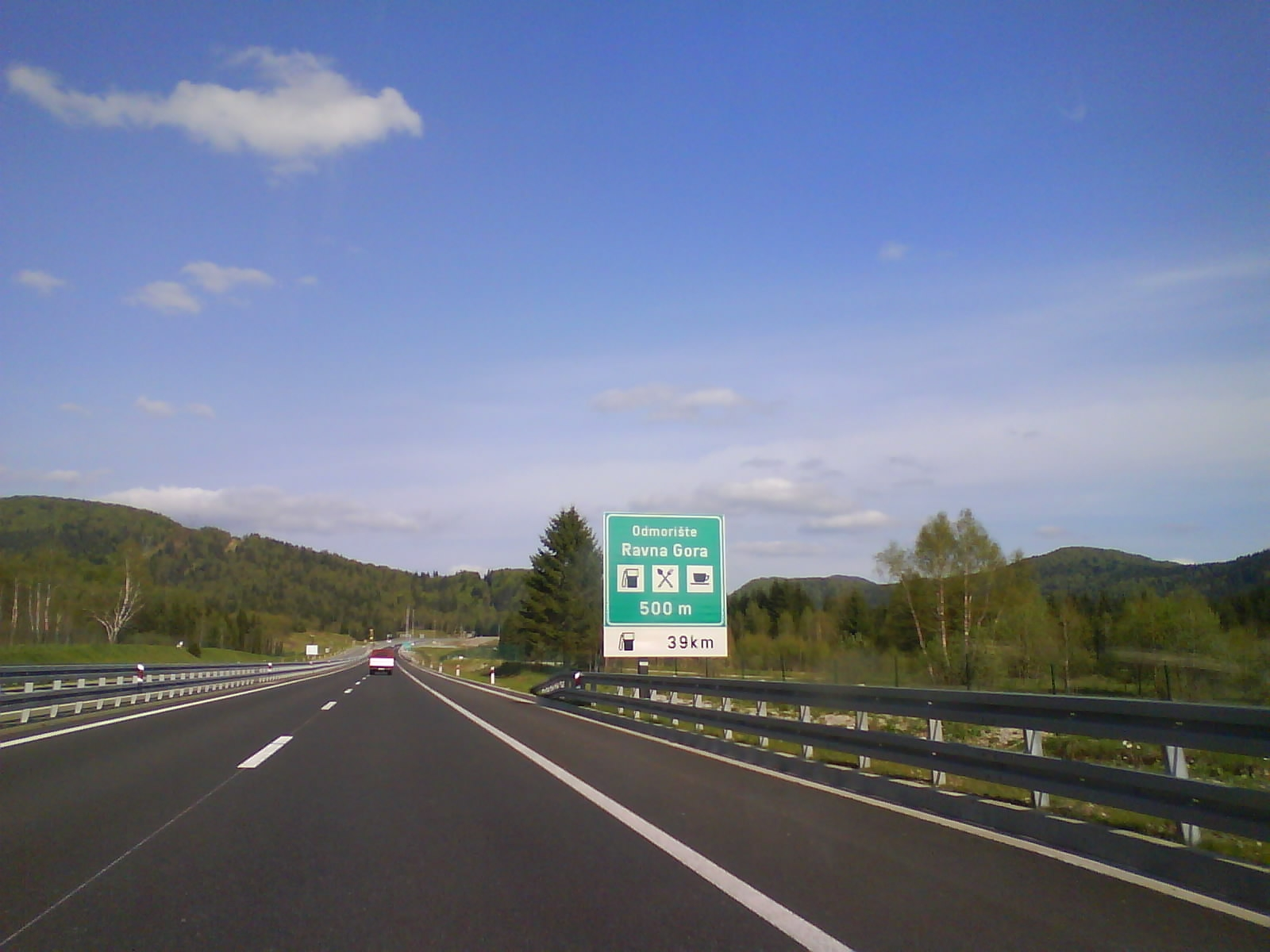
A6 перед зоной отдыха Равна-Гора

Строительство автодороги между Загребом и Риекой было запланировано в начале 1970 годов. Работы начались сразу с двух сторон. Участок Ореховица — Киковица (10 км) был открыт 9 сентября 1972 года, участок Загреб — Карловац (39 км, ныне часть A1) вступил в действие 29 декабря того же года. Оба эти участка стали первыми высококлассными автострадами на территории Социалистической Республики Хорватии. Однако вскоре шоссе Загреб — Риека и планируемое шоссе Загреб — Сплит были объявлены «националистическими проектами» и заморожены, а средства переброшены на строительство шоссе Загреб — Белград (ныне шоссе A3).
Строительство дороги было продолжено только в 1996 году уже после обретения Хорватией независимости и окончания войны. Окончательно строительство шоссе было завершено 22 октября 2008 года торжественным открытием второй очереди тоннеля Тухобич. Сооружение магистрали обошлось примерно в 661 миллион евро

## Трафик

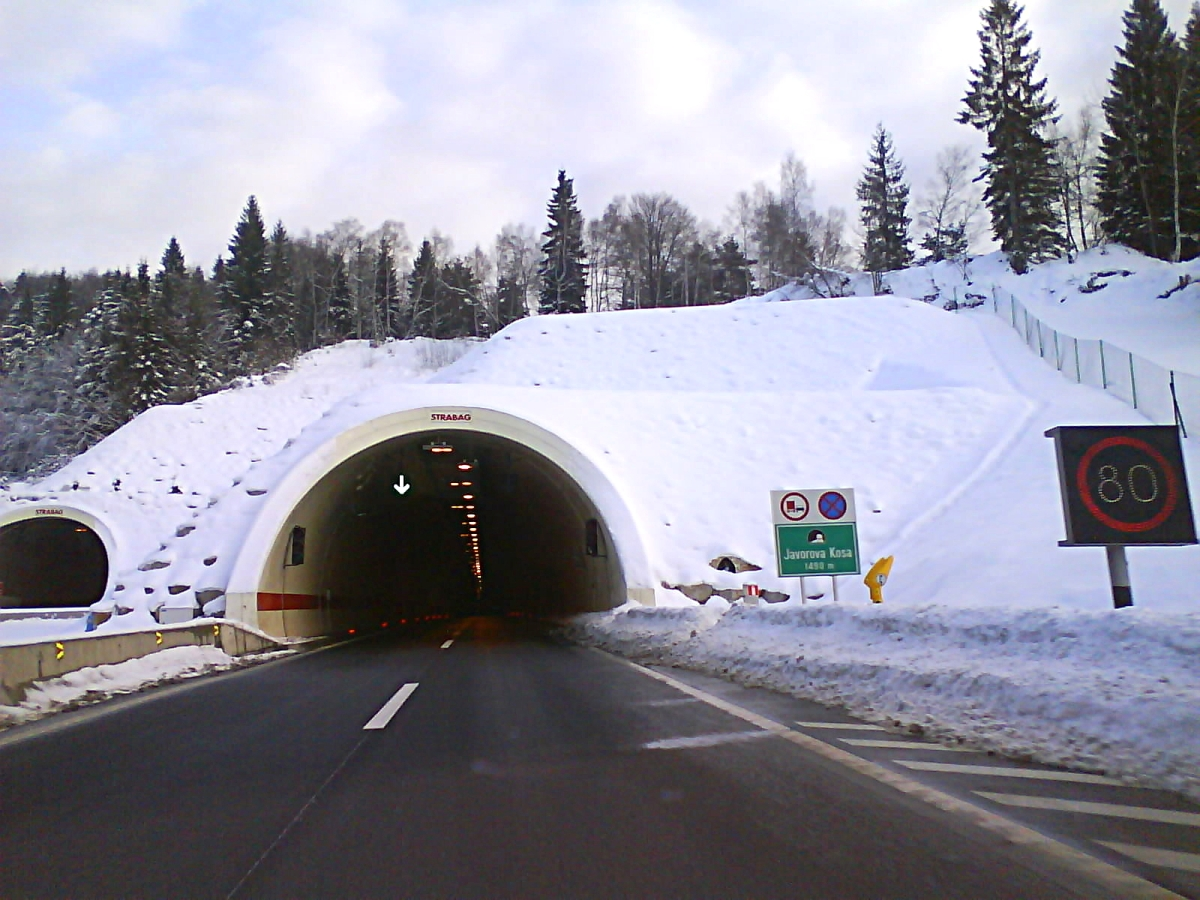
Въезд в тоннель Яворова-Коса

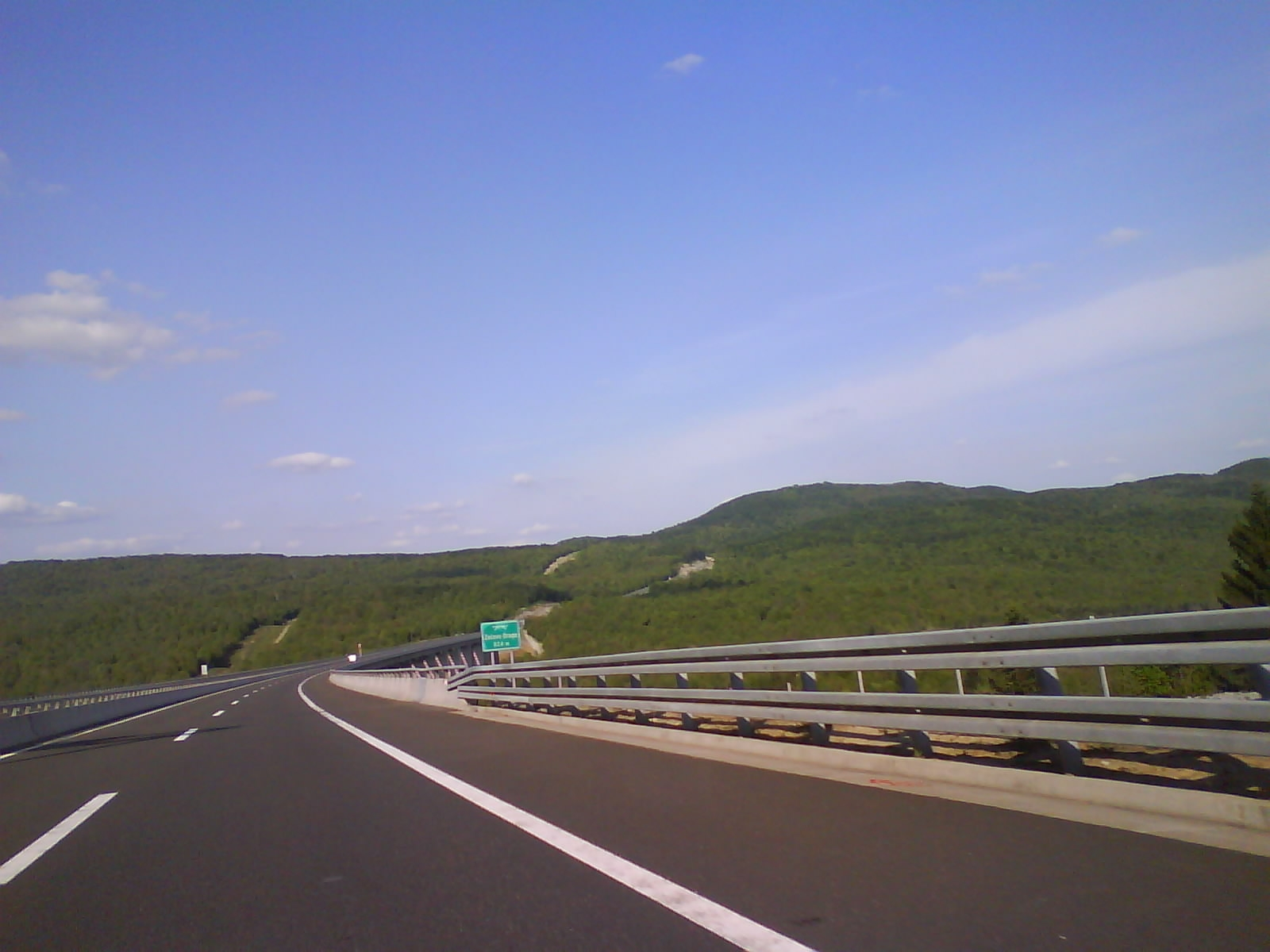
Виадук Зечеве-Драге

Трафик на магистрали сильно колеблется в зависимости от времени года. Наплыв туристов в Хорватию в туристический сезон с мая по октябрь приводит к существенному увеличению числа машин на трассах, ведущих к Адриатическому побережью. Дневной трафик в среднем за год колеблется от 12 600 автомобилей в районе Делнице до 9 300 машин на выезде из Риеки. Дневной трафик летом варьируется от 21 100 машин в районе Делнице до 13 200 машин на выезде из Риеки.

## Важные развязки
| Км   | Развязка   | Пересечение с магистралями | Съезд на                            |
| 0    | Босильево  | A1                         |                                     |
| 15,8 | Врбовско   | D42                        | Врбовско                            |
| 30,9 | Равна-Гора | D3                         | Равна-Гора, Скрад                   |
| 42,0 | Делнице    | D32, D203                  | Делнице                             |
| 50,6 | Врата      | D30                        | Врата, Фужине                       |
| 61,7 | Оштровица  | D501                       | Кральевица, Цриквеница, остров Крк  |
| 70,4 | Киковица   |                            | Спортивный аэропорт Гробничко-Полье |
| 75,6 | Чавле      | D40                        | Чавле, Бакар                        |
| 80,2 | Ореховица  | A7                         | Риека                               |